# Articolo 31
Articolo 31 – włoski zespół założony w 1990 roku w Mediolanie.

## Dyskografia

### Albumy
- 1993 – Strade di citta
- 1994 – Messa di vespiri
- 1996 – Cosi com'e
- 1998 – Nessuno
- 1999 – Xché sì
- 2002 – Domani smetto
- 2003 – Italiano medio
- 2004 – La riconquista del forum (live)

### EP
- 1993 – È natale (Ma non ci sto dentro)
- 2000 – Greatest Hits

### Single
- 1993 – Nato Per Rappare
- 1993 – Tocca Qui
- 1994 – Mr. gilet di pelle
- 1995 – Un'Altra Cosa Che Ho Perso
- 1995 – Voglio Una Lurida
- 1995 – Ohi Maria
- 1996 – Tranqi Funky
- 1996 – 2030
- 1996 – Domani
- 1996 – Il Funkytarro
- 1997 – La Fidanzata
- 1998 – La Rinascita
- 1998 – Vai Bello
- 1999 – Senza Regole
- 1999 – Tu Mi Fai Cantare
- 1999 – Guapa Loca
- 2000 – Volume
- 2002 – Domani Smetto
- 2002 – Spirale Ovale
- 2002 – Non E Un Film
- 2002 – Pere
- 2003 – La Mia Ragazza Mena
- 2004 – Italiano Medio
- 2004 – Senza Dubbio
- 2004 – I Consigli Di Un Pirla
- 2005 – Nato Sbagliato